# Marcin Urbaś
Marcin Krzysztof Urbaś (Cracovia, 17 agosto 1976) è un ex velocista polacco.

## Palmarès
| Anno | Manifestazione  | Sede     | Evento      | Risultato        | Prestazione | Note                                     |
| ---- | --------------- | -------- | ----------- | ---------------- | ----------- | ---------------------------------------- |
| 2000 | Europei indoor  | Gand     | 200 m piani | Batteria         | dnf         |                                          |
| 2000 | Giochi olimpici | Sydney   | 200 m piani | Quarti di finale | 20"43       | Miglior prestazione personale stagionale |
| 2000 | Giochi olimpici | Sydney   | 4x100 m     | 8º               | 38"96       |                                          |
| 2001 | Mondiali        | Edmonton | 200 m piani | Semifinale       | 20"48       |                                          |
| 2001 | Mondiali        | Edmonton | 4×100 m     | Semifinale       | 38"92       |                                          |
| 2001 | Universiadi     | Pechino  | 200 m piani | Oro              | 20"56       |                                          |
| 2002 | Europei indoor  | Vienna   | 200 m piani | Oro              | 20"64       |                                          |
| 2002 | Europei         | Monaco   | 200 m piani | Finale           | dnf         |                                          |
| 2002 | Europei         | Monaco   | 4×100 m     | Argento          | 38"71       |                                          |
| 2003 | Mondiali        | Parigi   | 200 m piani | Quarti di finale | 20"72       |                                          |
| 2003 | Mondiali        | Parigi   | 4×100 m     | 5º               | 38"96       |                                          |
| 2004 | Mondiali indoor | Budapest | 200 m piani | 6º               | 21"49       |                                          |
| 2004 | Giochi olimpici | Atene    | 200 m piani | Batteria         | 20"71       |                                          |
| 2004 | Giochi olimpici | Atene    | 4x100 m     | 5º               | 38"54       |                                          |
| 2005 | Europei indoor  | Madrid   | 200 m piani | Bronzo           | 21"04       |                                          |
| 2005 | Mondiali        | Helsinki | 4×100 m     | Batteria         | dnf         |                                          |
| 2006 | Europei         | Goteborg | 200 m piani | Semifinale       | 21"39       |                                          |

## Altre competizioni internazionali
2001
- Coppa Europa di atletica leggera ( Brema)